# Phellodendron
Phellodendron es un género con 17 especies de plantas fanerógamas perteneciente a la familia Rutaceae. Los árboles oriundos del Asia oriental, alcanzan 15 m de alto con una copa de 3,5 m de extensión. Las hojas pinnadas verde claro y brillante, se vuelven amarillo vivo en otoño. Las pequeñas flores verde amarillento aparecen a finales de la primavera y principios del verano y van seguidas de bayas como zarzamoras.

## Taxonomía
El género fue descrito por Franz Josef Ruprecht y publicado en Bulletin de la Classe Physico-Mathématique de l'Académie Impériale des Sciences de Saint-Pétersbourg 15(23): 353. 1857. La especie tipo es: Phellodendron amurense 
Etimología
Phellodendron: nombre genérico que deriva de las palabras griegas: phellos que significa "corcho" y dendron, que significa "árbol".

## Especies seleccionadas
- Phellodendron amurense
- Phellodendron burkillii
- Phellodendron chinense
- Phellodendron fargesii
- Phellodendron insulare
- Phellodendron japonicum